# Plateliai
Plateliai (Žemaitsky: Platelē) je městečko v Litvě, v Platelių seniūnija v okrese Plungė v Telšiaiském kraji, které se nachází v Žemaitské vysočině na západním břehu jezera Plateliai.

## Další informace
Plateliai má okolo 1100 obyvatel a je administrativním centrem Žemaitského národního parku. První písemná zmínka o městu pochází z roku 1450. V městečku se nachází také historicky cenné náměstí, škola, knihovna, obchody, kaple a dřevěný kostel svatého Petra a Pavla z roku 1744, který navrhl Jan Wojtkiewicz, aj. Ke kostelu také patří dřevěná zvonice. Je to největší lidské sídlo v Žemaitském národním parku a také největší sídlo u jezera Plateliai.

## Galerie

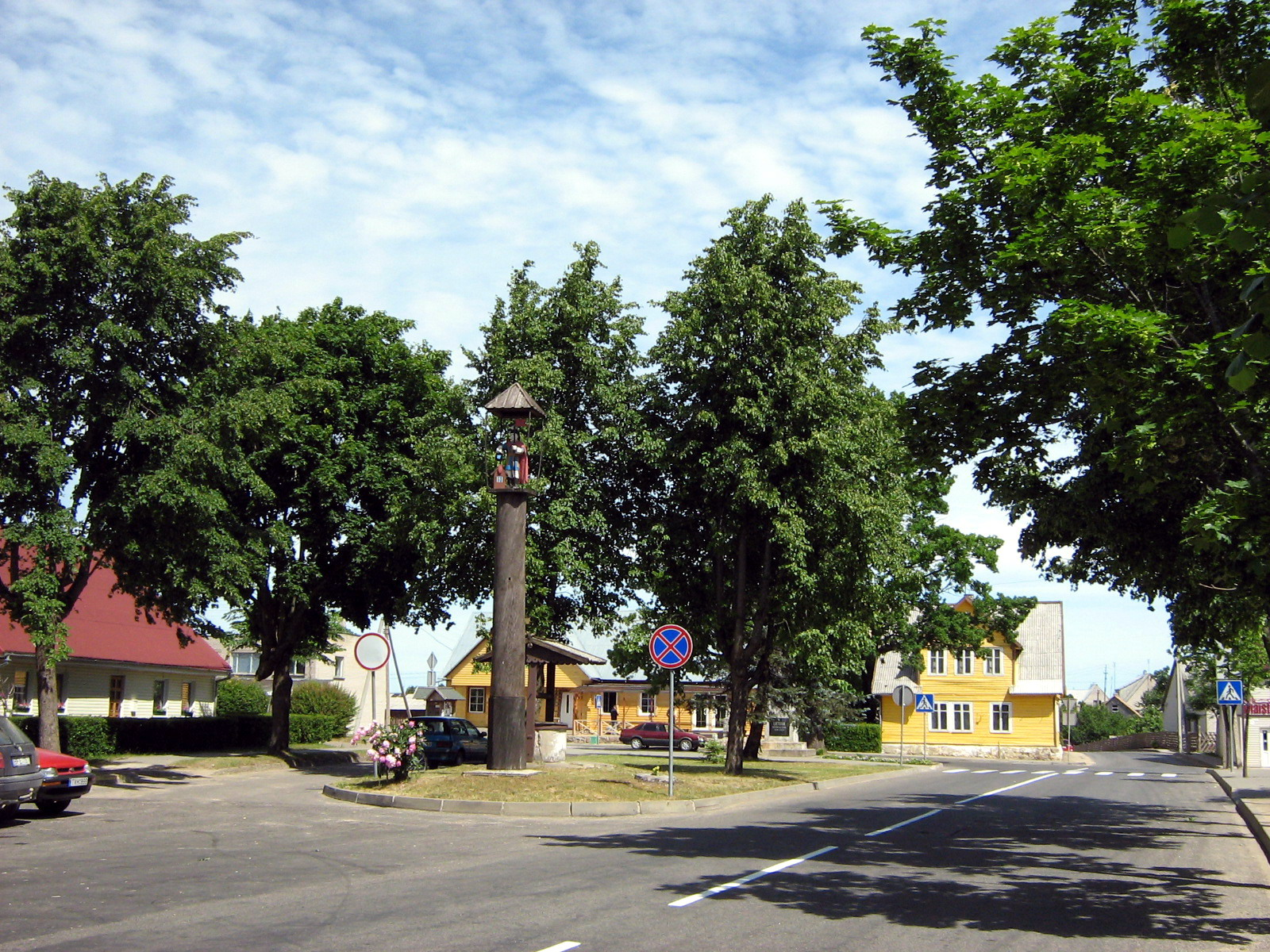
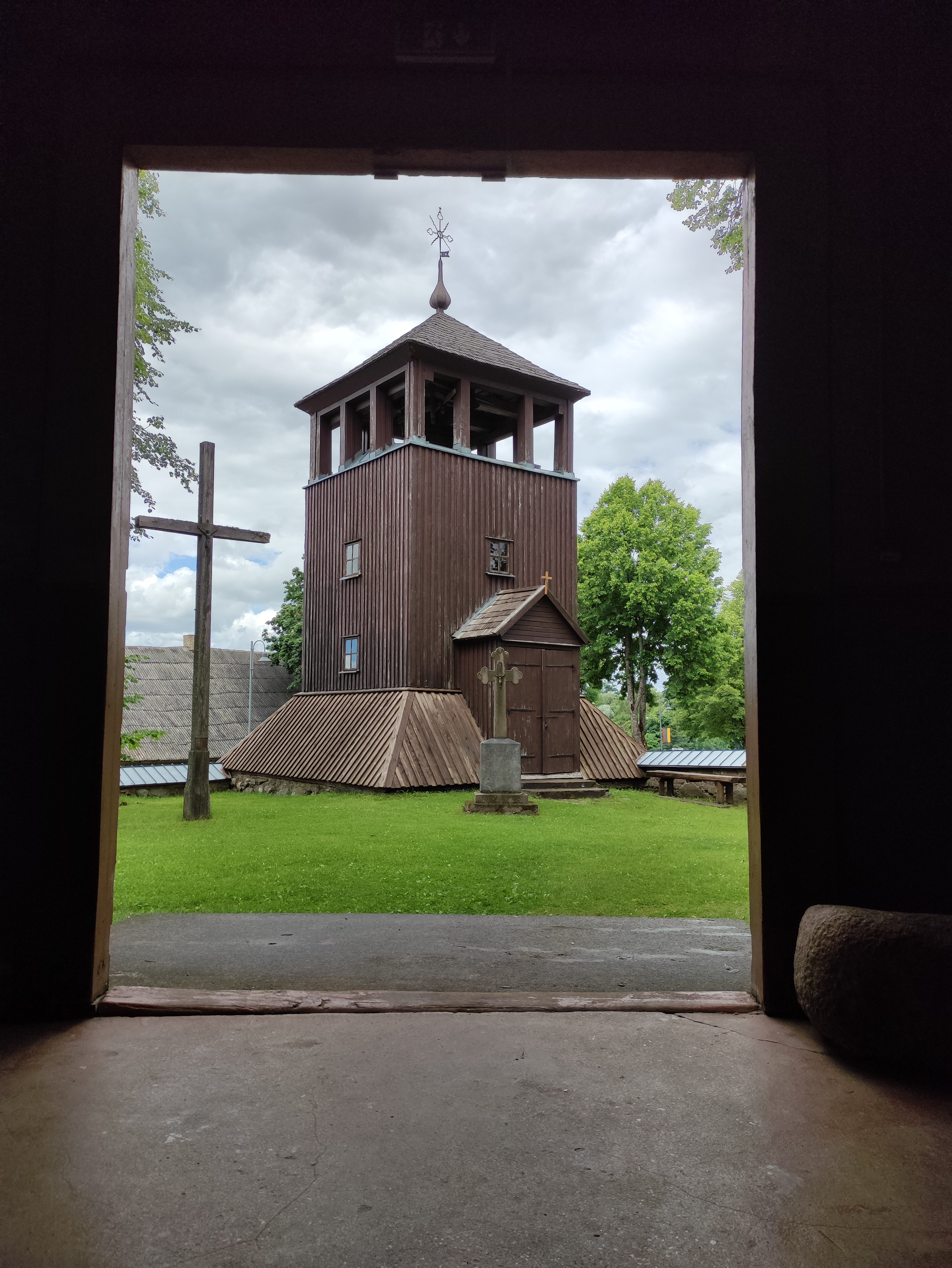
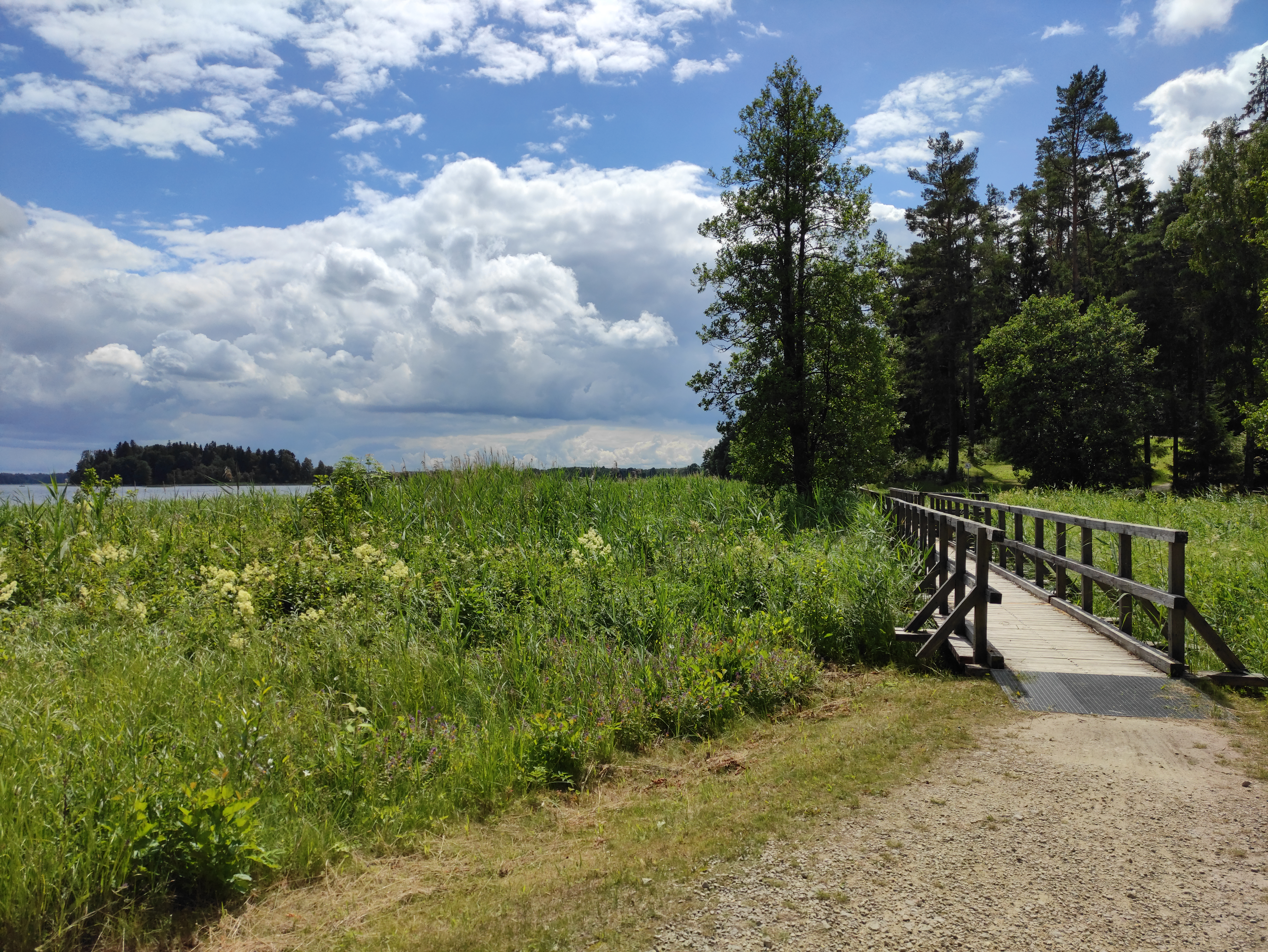
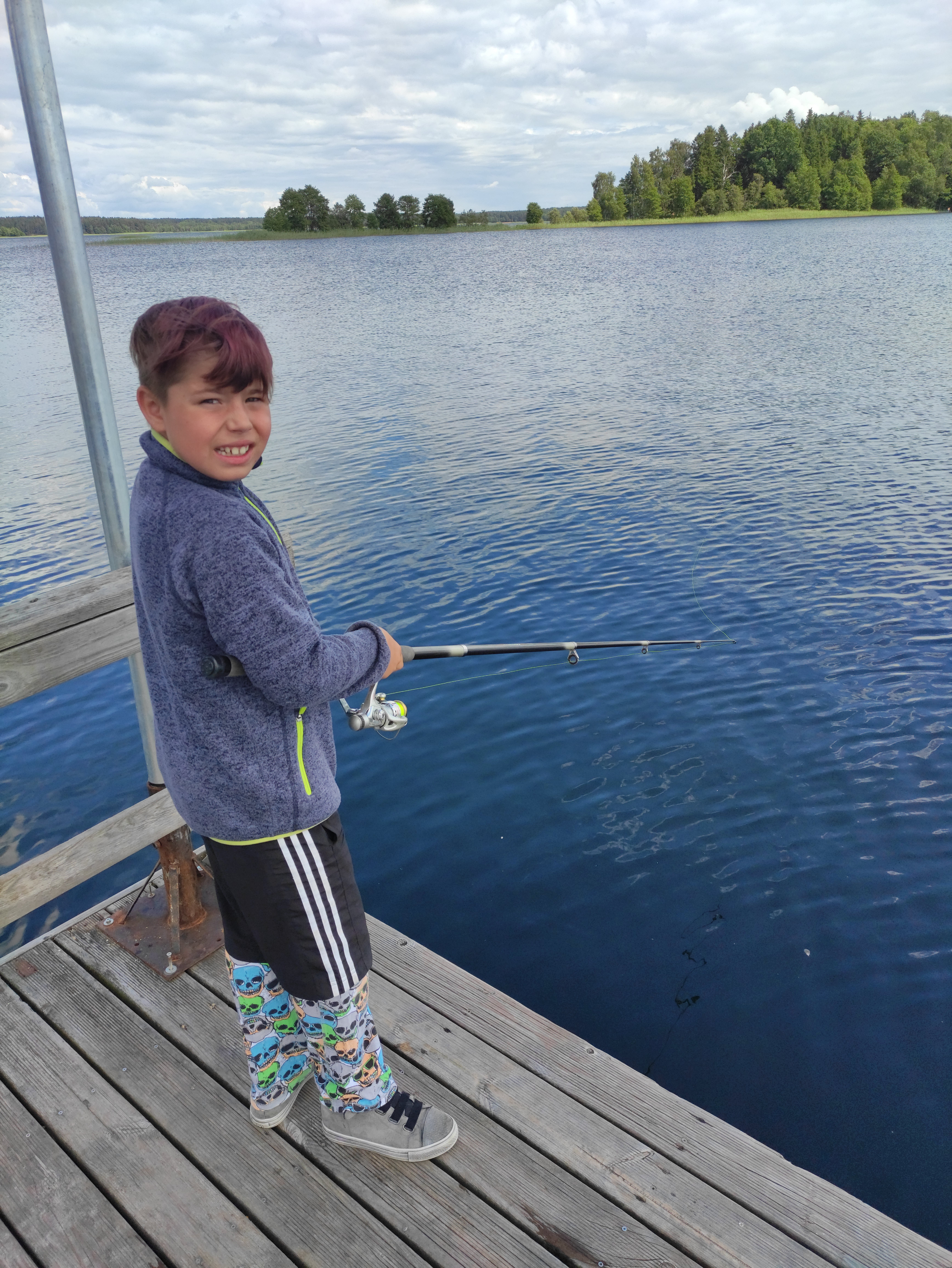
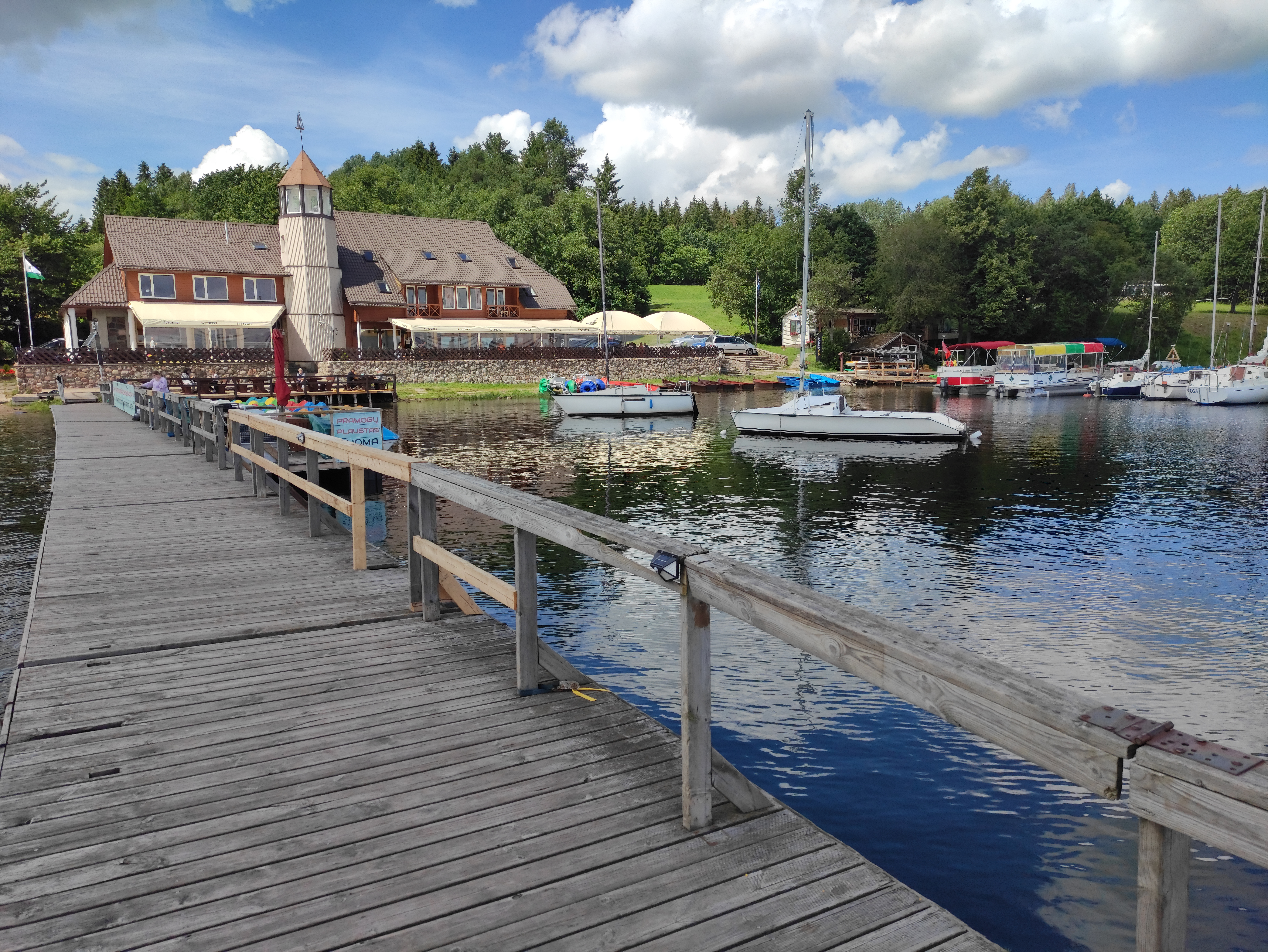